# Izraelita Tanügyi Értesítő
Az Izraelita Tanügyi Értesítő, az Országos Izraelita Tanítóegyesület hivatalos lapja volt 1875 és 1944 között. Havonként 2-3 ívnyi terjedelemben jelent meg és a hivatalos közleményeken kívül általános érdekű pedagógiai dolgozatokat és szakirodalmi ismertetéseket is tartalmazott. E lap révén tudomást szerzett a tanítóság a hazai és külföldi tanügyi kérdésekről, a pedagógiai tudomány fejlődéséről, a vallásoktatás problémáiról. A folyóirat 1875-ben indult.

## Szerkesztői
1879-ig Seligmann Eleázár szerkesztette, majd részben egyidejűleg, részben egymásután Csukási Fülöp, Csajági Béla, Ozer Zsigmond, Barna Jónás szerkesztették. 1902-ben Kornfeld Gyula volt a felelős szerkesztő, a szerkesztő pedig Bárd Rezső, majd Bárd mellett Stern Ábrahám és Kornfeld Gyula, később Schichtanz Ármin, Pintér Ignác, Málnai Mihály és Szegő Arnold következtek. 1929-ben Schichtanz Ármin az Országos Izraelita Tanítóegyesület elnöke szerkesztette a lapot Bárd Rezső közreműködésével.